# Жива Томић
Жива Томић (Опово, 17. јануар 1912 — Панчево, 21. мај 2010) био је српски проблемиста.

## Биографија
Рођен је 17. јануарa 1912. у Опову. Завршио је Вишу педагошку школу. Био је на руководећим местима у просвети у Панчеву и директор туристичке установе града.
За време Другог светског рата био је од јула 1942. до 2. октобра 1944. заробљеник концентрационог логора у Зрењанину. По ослобођењу Зрењанина ступио у НОБ и ЈНА. Одликован Медаљом за храброст.
|   | a | b | c | d | e | f | g | h |   |
| 8 | d8 black knight · b7 black queen · c7 black pawn · c6 black rook · f6 black knight · g6 black pawn · d5 white bishop · e5 black pawn · f5 black king · g5 black rook · e4 white knight · f4 black pawn · a3 black bishop · a2 black bishop · h1 white king | d8 black knight · b7 black queen · c7 black pawn · c6 black rook · f6 black knight · g6 black pawn · d5 white bishop · e5 black pawn · f5 black king · g5 black rook · e4 white knight · f4 black pawn · a3 black bishop · a2 black bishop · h1 white king | d8 black knight · b7 black queen · c7 black pawn · c6 black rook · f6 black knight · g6 black pawn · d5 white bishop · e5 black pawn · f5 black king · g5 black rook · e4 white knight · f4 black pawn · a3 black bishop · a2 black bishop · h1 white king | d8 black knight · b7 black queen · c7 black pawn · c6 black rook · f6 black knight · g6 black pawn · d5 white bishop · e5 black pawn · f5 black king · g5 black rook · e4 white knight · f4 black pawn · a3 black bishop · a2 black bishop · h1 white king | d8 black knight · b7 black queen · c7 black pawn · c6 black rook · f6 black knight · g6 black pawn · d5 white bishop · e5 black pawn · f5 black king · g5 black rook · e4 white knight · f4 black pawn · a3 black bishop · a2 black bishop · h1 white king | d8 black knight · b7 black queen · c7 black pawn · c6 black rook · f6 black knight · g6 black pawn · d5 white bishop · e5 black pawn · f5 black king · g5 black rook · e4 white knight · f4 black pawn · a3 black bishop · a2 black bishop · h1 white king | d8 black knight · b7 black queen · c7 black pawn · c6 black rook · f6 black knight · g6 black pawn · d5 white bishop · e5 black pawn · f5 black king · g5 black rook · e4 white knight · f4 black pawn · a3 black bishop · a2 black bishop · h1 white king | d8 black knight · b7 black queen · c7 black pawn · c6 black rook · f6 black knight · g6 black pawn · d5 white bishop · e5 black pawn · f5 black king · g5 black rook · e4 white knight · f4 black pawn · a3 black bishop · a2 black bishop · h1 white king | 8 |
| 7 | d8 black knight · b7 black queen · c7 black pawn · c6 black rook · f6 black knight · g6 black pawn · d5 white bishop · e5 black pawn · f5 black king · g5 black rook · e4 white knight · f4 black pawn · a3 black bishop · a2 black bishop · h1 white king | d8 black knight · b7 black queen · c7 black pawn · c6 black rook · f6 black knight · g6 black pawn · d5 white bishop · e5 black pawn · f5 black king · g5 black rook · e4 white knight · f4 black pawn · a3 black bishop · a2 black bishop · h1 white king | d8 black knight · b7 black queen · c7 black pawn · c6 black rook · f6 black knight · g6 black pawn · d5 white bishop · e5 black pawn · f5 black king · g5 black rook · e4 white knight · f4 black pawn · a3 black bishop · a2 black bishop · h1 white king | d8 black knight · b7 black queen · c7 black pawn · c6 black rook · f6 black knight · g6 black pawn · d5 white bishop · e5 black pawn · f5 black king · g5 black rook · e4 white knight · f4 black pawn · a3 black bishop · a2 black bishop · h1 white king | d8 black knight · b7 black queen · c7 black pawn · c6 black rook · f6 black knight · g6 black pawn · d5 white bishop · e5 black pawn · f5 black king · g5 black rook · e4 white knight · f4 black pawn · a3 black bishop · a2 black bishop · h1 white king | d8 black knight · b7 black queen · c7 black pawn · c6 black rook · f6 black knight · g6 black pawn · d5 white bishop · e5 black pawn · f5 black king · g5 black rook · e4 white knight · f4 black pawn · a3 black bishop · a2 black bishop · h1 white king | d8 black knight · b7 black queen · c7 black pawn · c6 black rook · f6 black knight · g6 black pawn · d5 white bishop · e5 black pawn · f5 black king · g5 black rook · e4 white knight · f4 black pawn · a3 black bishop · a2 black bishop · h1 white king | d8 black knight · b7 black queen · c7 black pawn · c6 black rook · f6 black knight · g6 black pawn · d5 white bishop · e5 black pawn · f5 black king · g5 black rook · e4 white knight · f4 black pawn · a3 black bishop · a2 black bishop · h1 white king | 7 |
| 6 | d8 black knight · b7 black queen · c7 black pawn · c6 black rook · f6 black knight · g6 black pawn · d5 white bishop · e5 black pawn · f5 black king · g5 black rook · e4 white knight · f4 black pawn · a3 black bishop · a2 black bishop · h1 white king | d8 black knight · b7 black queen · c7 black pawn · c6 black rook · f6 black knight · g6 black pawn · d5 white bishop · e5 black pawn · f5 black king · g5 black rook · e4 white knight · f4 black pawn · a3 black bishop · a2 black bishop · h1 white king | d8 black knight · b7 black queen · c7 black pawn · c6 black rook · f6 black knight · g6 black pawn · d5 white bishop · e5 black pawn · f5 black king · g5 black rook · e4 white knight · f4 black pawn · a3 black bishop · a2 black bishop · h1 white king | d8 black knight · b7 black queen · c7 black pawn · c6 black rook · f6 black knight · g6 black pawn · d5 white bishop · e5 black pawn · f5 black king · g5 black rook · e4 white knight · f4 black pawn · a3 black bishop · a2 black bishop · h1 white king | d8 black knight · b7 black queen · c7 black pawn · c6 black rook · f6 black knight · g6 black pawn · d5 white bishop · e5 black pawn · f5 black king · g5 black rook · e4 white knight · f4 black pawn · a3 black bishop · a2 black bishop · h1 white king | d8 black knight · b7 black queen · c7 black pawn · c6 black rook · f6 black knight · g6 black pawn · d5 white bishop · e5 black pawn · f5 black king · g5 black rook · e4 white knight · f4 black pawn · a3 black bishop · a2 black bishop · h1 white king | d8 black knight · b7 black queen · c7 black pawn · c6 black rook · f6 black knight · g6 black pawn · d5 white bishop · e5 black pawn · f5 black king · g5 black rook · e4 white knight · f4 black pawn · a3 black bishop · a2 black bishop · h1 white king | d8 black knight · b7 black queen · c7 black pawn · c6 black rook · f6 black knight · g6 black pawn · d5 white bishop · e5 black pawn · f5 black king · g5 black rook · e4 white knight · f4 black pawn · a3 black bishop · a2 black bishop · h1 white king | 6 |
| 5 | d8 black knight · b7 black queen · c7 black pawn · c6 black rook · f6 black knight · g6 black pawn · d5 white bishop · e5 black pawn · f5 black king · g5 black rook · e4 white knight · f4 black pawn · a3 black bishop · a2 black bishop · h1 white king | d8 black knight · b7 black queen · c7 black pawn · c6 black rook · f6 black knight · g6 black pawn · d5 white bishop · e5 black pawn · f5 black king · g5 black rook · e4 white knight · f4 black pawn · a3 black bishop · a2 black bishop · h1 white king | d8 black knight · b7 black queen · c7 black pawn · c6 black rook · f6 black knight · g6 black pawn · d5 white bishop · e5 black pawn · f5 black king · g5 black rook · e4 white knight · f4 black pawn · a3 black bishop · a2 black bishop · h1 white king | d8 black knight · b7 black queen · c7 black pawn · c6 black rook · f6 black knight · g6 black pawn · d5 white bishop · e5 black pawn · f5 black king · g5 black rook · e4 white knight · f4 black pawn · a3 black bishop · a2 black bishop · h1 white king | d8 black knight · b7 black queen · c7 black pawn · c6 black rook · f6 black knight · g6 black pawn · d5 white bishop · e5 black pawn · f5 black king · g5 black rook · e4 white knight · f4 black pawn · a3 black bishop · a2 black bishop · h1 white king | d8 black knight · b7 black queen · c7 black pawn · c6 black rook · f6 black knight · g6 black pawn · d5 white bishop · e5 black pawn · f5 black king · g5 black rook · e4 white knight · f4 black pawn · a3 black bishop · a2 black bishop · h1 white king | d8 black knight · b7 black queen · c7 black pawn · c6 black rook · f6 black knight · g6 black pawn · d5 white bishop · e5 black pawn · f5 black king · g5 black rook · e4 white knight · f4 black pawn · a3 black bishop · a2 black bishop · h1 white king | d8 black knight · b7 black queen · c7 black pawn · c6 black rook · f6 black knight · g6 black pawn · d5 white bishop · e5 black pawn · f5 black king · g5 black rook · e4 white knight · f4 black pawn · a3 black bishop · a2 black bishop · h1 white king | 5 |
| 4 | d8 black knight · b7 black queen · c7 black pawn · c6 black rook · f6 black knight · g6 black pawn · d5 white bishop · e5 black pawn · f5 black king · g5 black rook · e4 white knight · f4 black pawn · a3 black bishop · a2 black bishop · h1 white king | d8 black knight · b7 black queen · c7 black pawn · c6 black rook · f6 black knight · g6 black pawn · d5 white bishop · e5 black pawn · f5 black king · g5 black rook · e4 white knight · f4 black pawn · a3 black bishop · a2 black bishop · h1 white king | d8 black knight · b7 black queen · c7 black pawn · c6 black rook · f6 black knight · g6 black pawn · d5 white bishop · e5 black pawn · f5 black king · g5 black rook · e4 white knight · f4 black pawn · a3 black bishop · a2 black bishop · h1 white king | d8 black knight · b7 black queen · c7 black pawn · c6 black rook · f6 black knight · g6 black pawn · d5 white bishop · e5 black pawn · f5 black king · g5 black rook · e4 white knight · f4 black pawn · a3 black bishop · a2 black bishop · h1 white king | d8 black knight · b7 black queen · c7 black pawn · c6 black rook · f6 black knight · g6 black pawn · d5 white bishop · e5 black pawn · f5 black king · g5 black rook · e4 white knight · f4 black pawn · a3 black bishop · a2 black bishop · h1 white king | d8 black knight · b7 black queen · c7 black pawn · c6 black rook · f6 black knight · g6 black pawn · d5 white bishop · e5 black pawn · f5 black king · g5 black rook · e4 white knight · f4 black pawn · a3 black bishop · a2 black bishop · h1 white king | d8 black knight · b7 black queen · c7 black pawn · c6 black rook · f6 black knight · g6 black pawn · d5 white bishop · e5 black pawn · f5 black king · g5 black rook · e4 white knight · f4 black pawn · a3 black bishop · a2 black bishop · h1 white king | d8 black knight · b7 black queen · c7 black pawn · c6 black rook · f6 black knight · g6 black pawn · d5 white bishop · e5 black pawn · f5 black king · g5 black rook · e4 white knight · f4 black pawn · a3 black bishop · a2 black bishop · h1 white king | 4 |
| 3 | d8 black knight · b7 black queen · c7 black pawn · c6 black rook · f6 black knight · g6 black pawn · d5 white bishop · e5 black pawn · f5 black king · g5 black rook · e4 white knight · f4 black pawn · a3 black bishop · a2 black bishop · h1 white king | d8 black knight · b7 black queen · c7 black pawn · c6 black rook · f6 black knight · g6 black pawn · d5 white bishop · e5 black pawn · f5 black king · g5 black rook · e4 white knight · f4 black pawn · a3 black bishop · a2 black bishop · h1 white king | d8 black knight · b7 black queen · c7 black pawn · c6 black rook · f6 black knight · g6 black pawn · d5 white bishop · e5 black pawn · f5 black king · g5 black rook · e4 white knight · f4 black pawn · a3 black bishop · a2 black bishop · h1 white king | d8 black knight · b7 black queen · c7 black pawn · c6 black rook · f6 black knight · g6 black pawn · d5 white bishop · e5 black pawn · f5 black king · g5 black rook · e4 white knight · f4 black pawn · a3 black bishop · a2 black bishop · h1 white king | d8 black knight · b7 black queen · c7 black pawn · c6 black rook · f6 black knight · g6 black pawn · d5 white bishop · e5 black pawn · f5 black king · g5 black rook · e4 white knight · f4 black pawn · a3 black bishop · a2 black bishop · h1 white king | d8 black knight · b7 black queen · c7 black pawn · c6 black rook · f6 black knight · g6 black pawn · d5 white bishop · e5 black pawn · f5 black king · g5 black rook · e4 white knight · f4 black pawn · a3 black bishop · a2 black bishop · h1 white king | d8 black knight · b7 black queen · c7 black pawn · c6 black rook · f6 black knight · g6 black pawn · d5 white bishop · e5 black pawn · f5 black king · g5 black rook · e4 white knight · f4 black pawn · a3 black bishop · a2 black bishop · h1 white king | d8 black knight · b7 black queen · c7 black pawn · c6 black rook · f6 black knight · g6 black pawn · d5 white bishop · e5 black pawn · f5 black king · g5 black rook · e4 white knight · f4 black pawn · a3 black bishop · a2 black bishop · h1 white king | 3 |
| 2 | d8 black knight · b7 black queen · c7 black pawn · c6 black rook · f6 black knight · g6 black pawn · d5 white bishop · e5 black pawn · f5 black king · g5 black rook · e4 white knight · f4 black pawn · a3 black bishop · a2 black bishop · h1 white king | d8 black knight · b7 black queen · c7 black pawn · c6 black rook · f6 black knight · g6 black pawn · d5 white bishop · e5 black pawn · f5 black king · g5 black rook · e4 white knight · f4 black pawn · a3 black bishop · a2 black bishop · h1 white king | d8 black knight · b7 black queen · c7 black pawn · c6 black rook · f6 black knight · g6 black pawn · d5 white bishop · e5 black pawn · f5 black king · g5 black rook · e4 white knight · f4 black pawn · a3 black bishop · a2 black bishop · h1 white king | d8 black knight · b7 black queen · c7 black pawn · c6 black rook · f6 black knight · g6 black pawn · d5 white bishop · e5 black pawn · f5 black king · g5 black rook · e4 white knight · f4 black pawn · a3 black bishop · a2 black bishop · h1 white king | d8 black knight · b7 black queen · c7 black pawn · c6 black rook · f6 black knight · g6 black pawn · d5 white bishop · e5 black pawn · f5 black king · g5 black rook · e4 white knight · f4 black pawn · a3 black bishop · a2 black bishop · h1 white king | d8 black knight · b7 black queen · c7 black pawn · c6 black rook · f6 black knight · g6 black pawn · d5 white bishop · e5 black pawn · f5 black king · g5 black rook · e4 white knight · f4 black pawn · a3 black bishop · a2 black bishop · h1 white king | d8 black knight · b7 black queen · c7 black pawn · c6 black rook · f6 black knight · g6 black pawn · d5 white bishop · e5 black pawn · f5 black king · g5 black rook · e4 white knight · f4 black pawn · a3 black bishop · a2 black bishop · h1 white king | d8 black knight · b7 black queen · c7 black pawn · c6 black rook · f6 black knight · g6 black pawn · d5 white bishop · e5 black pawn · f5 black king · g5 black rook · e4 white knight · f4 black pawn · a3 black bishop · a2 black bishop · h1 white king | 2 |
| 1 | d8 black knight · b7 black queen · c7 black pawn · c6 black rook · f6 black knight · g6 black pawn · d5 white bishop · e5 black pawn · f5 black king · g5 black rook · e4 white knight · f4 black pawn · a3 black bishop · a2 black bishop · h1 white king | d8 black knight · b7 black queen · c7 black pawn · c6 black rook · f6 black knight · g6 black pawn · d5 white bishop · e5 black pawn · f5 black king · g5 black rook · e4 white knight · f4 black pawn · a3 black bishop · a2 black bishop · h1 white king | d8 black knight · b7 black queen · c7 black pawn · c6 black rook · f6 black knight · g6 black pawn · d5 white bishop · e5 black pawn · f5 black king · g5 black rook · e4 white knight · f4 black pawn · a3 black bishop · a2 black bishop · h1 white king | d8 black knight · b7 black queen · c7 black pawn · c6 black rook · f6 black knight · g6 black pawn · d5 white bishop · e5 black pawn · f5 black king · g5 black rook · e4 white knight · f4 black pawn · a3 black bishop · a2 black bishop · h1 white king | d8 black knight · b7 black queen · c7 black pawn · c6 black rook · f6 black knight · g6 black pawn · d5 white bishop · e5 black pawn · f5 black king · g5 black rook · e4 white knight · f4 black pawn · a3 black bishop · a2 black bishop · h1 white king | d8 black knight · b7 black queen · c7 black pawn · c6 black rook · f6 black knight · g6 black pawn · d5 white bishop · e5 black pawn · f5 black king · g5 black rook · e4 white knight · f4 black pawn · a3 black bishop · a2 black bishop · h1 white king | d8 black knight · b7 black queen · c7 black pawn · c6 black rook · f6 black knight · g6 black pawn · d5 white bishop · e5 black pawn · f5 black king · g5 black rook · e4 white knight · f4 black pawn · a3 black bishop · a2 black bishop · h1 white king | d8 black knight · b7 black queen · c7 black pawn · c6 black rook · f6 black knight · g6 black pawn · d5 white bishop · e5 black pawn · f5 black king · g5 black rook · e4 white knight · f4 black pawn · a3 black bishop · a2 black bishop · h1 white king | 1 |
|   | a | b | c | d | e | f | g | h |   |

Био је првак Скопља у шаху 1935. и 1936. Свој први је проблем објавио у »Политици«, 1933. године. Саставио је око 300 проблема свих врста. Имао је посебан афинитет за проблемске рекорде, нарочито у директним двопотезима, помоћним матовима и серијским проблемима. Награђена су му 43 проблема, од тога 4 првом наградом. Имао наслов југословенског мајстора проблемског шаха. Од 1975. до 1978. год. био је председник Савета за проблемски шах ШСЈ у време када је у Малинској на Крку 1977. организовано Прво светско првенство у решавању шаховских проблема по садашњем систему. У практичном шаху био је играч I категорије.
Био је активан као шаховски композитор до краја свог дугог живота. Свој последњи рад компоновао је за тематски турнир поводом Међународног Фестивала проблемског шаха у Београду, недељу дана пре смрти, 14-16. маја 2010.
Возио је аутомобил до своје 96. године и био најстарији возач у Србији. Умро је 21. маја 2010. у Панчеву.